# Spineni (okręg Dolj)
Spineni – wieś w Rumunii, w okręgu Dolj, w gminie Melinești. W 2011 roku liczyła 151 mieszkańców.